# Rocky River (Newfoundland en Labrador)
De Rocky River is een rivier in de Canadese provincie Newfoundland en Labrador. De rivier is 26 km lang en bevindt zich in het zuidoosten van het eiland Newfoundland.

## Verloop
De rivier vindt zijn oorsprong als uitstroom van Reversing Pond, een van de vele honderden meren op Newfoundlands zuidoostelijke schiereiland Avalon. De Rocky River mondt na 3,7 km uit in Three Masters Pond, een groot meer net ten westen van de dorpskern van Markland.
Na dat meer te verlaten stroomt de rivier ruim twintig kilometer onafgebroken verder in zuidelijke richting, waarbij hij onder andere het spookdorp Nuggetville passeert. Hij wordt door meerdere rivieren aangevuld, waaronder de Hodge River, White Hearts River, Back River en de Black Duck River.
Zo'n anderhalve kilometer voor de uitmonding in zee betreedt de Rocky River het grondgebied van de gemeente Colinet. Een 200-tal meter verder stroomafwaarts ligt een waterval, die 120 meter verder gevolgd wordt door een tweede waterval. Tezamen staan deze bekend als de Rocky Riverwatervallen. Tussen beide watervallen ligt de brug van provinciale route 91 (evenals vlak ernaast een oude brug). Bij de watervallen heeft de rivier een gemiddeld debiet van 11,3 m³ per seconde.
Na in totaal 26 km mondt de Rocky River uiteindelijk uit in Colinet Arm, een grote zeearm die deel uitmaakt van de St. Mary's Bay.

## Vissen
Historisch gezien maakten Atlantische zalmen geen gebruik van Rocky River tijdens hun paaitrek daar de zuidelijkste van de twee Rocky Riverwatervallen te hoog is om over te springen. Er werd daarom door de overheid in 1986 een vistrap aangelegd. Hierdoor werden de stroomopwaartse meren sinds 1987 door zalmen gebruikt als paaigebied. In 2015 werd de zalmentrap vervangen door een modernere versie.
Andere vissen die in de rivier leven zijn forellen, bronforellen, palingen, stekelbaarzen en Osmerus mordax.

## Galerij

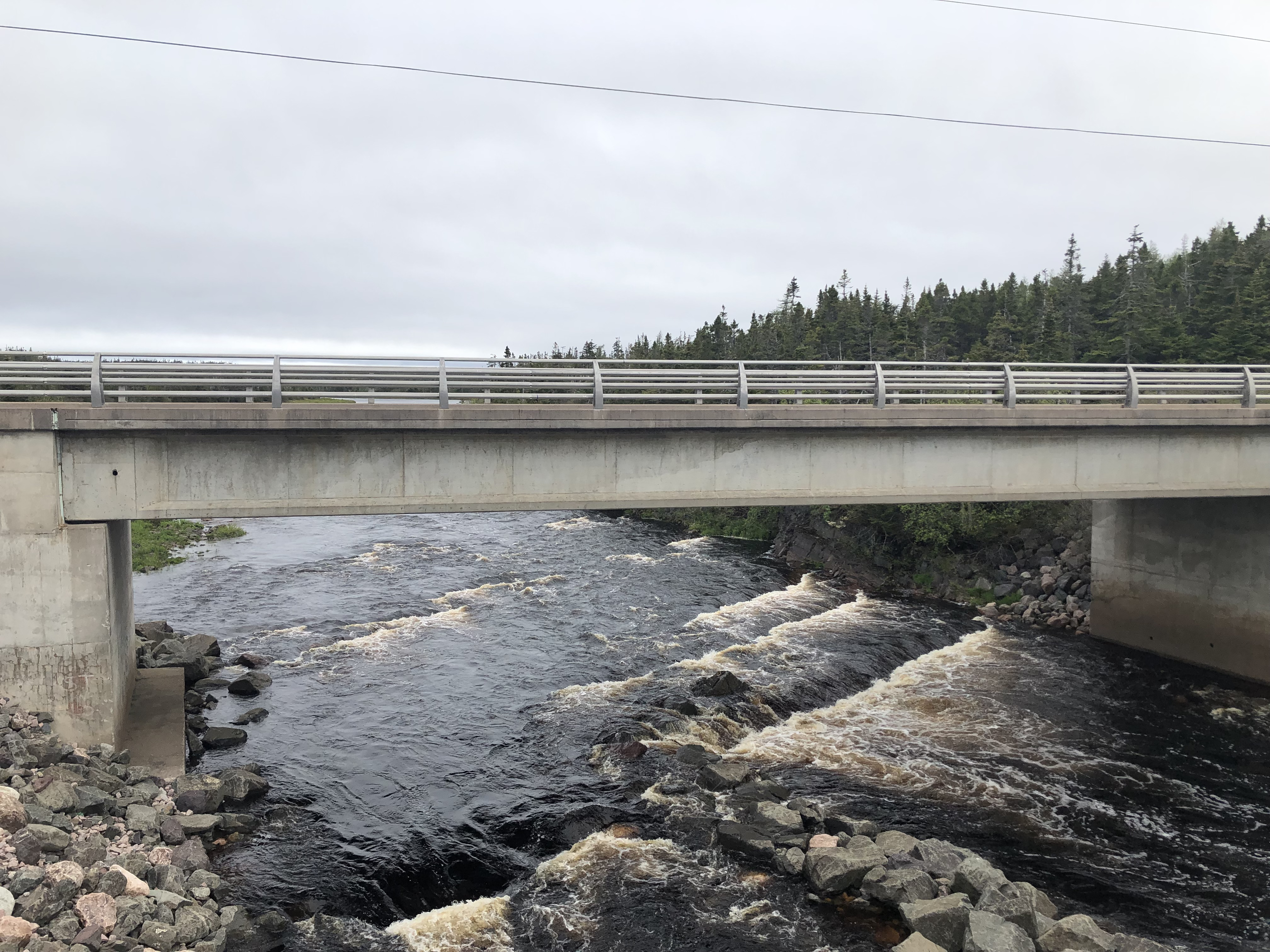
De Rocky River stroomt onderdoor Route 91 net buiten Colinet
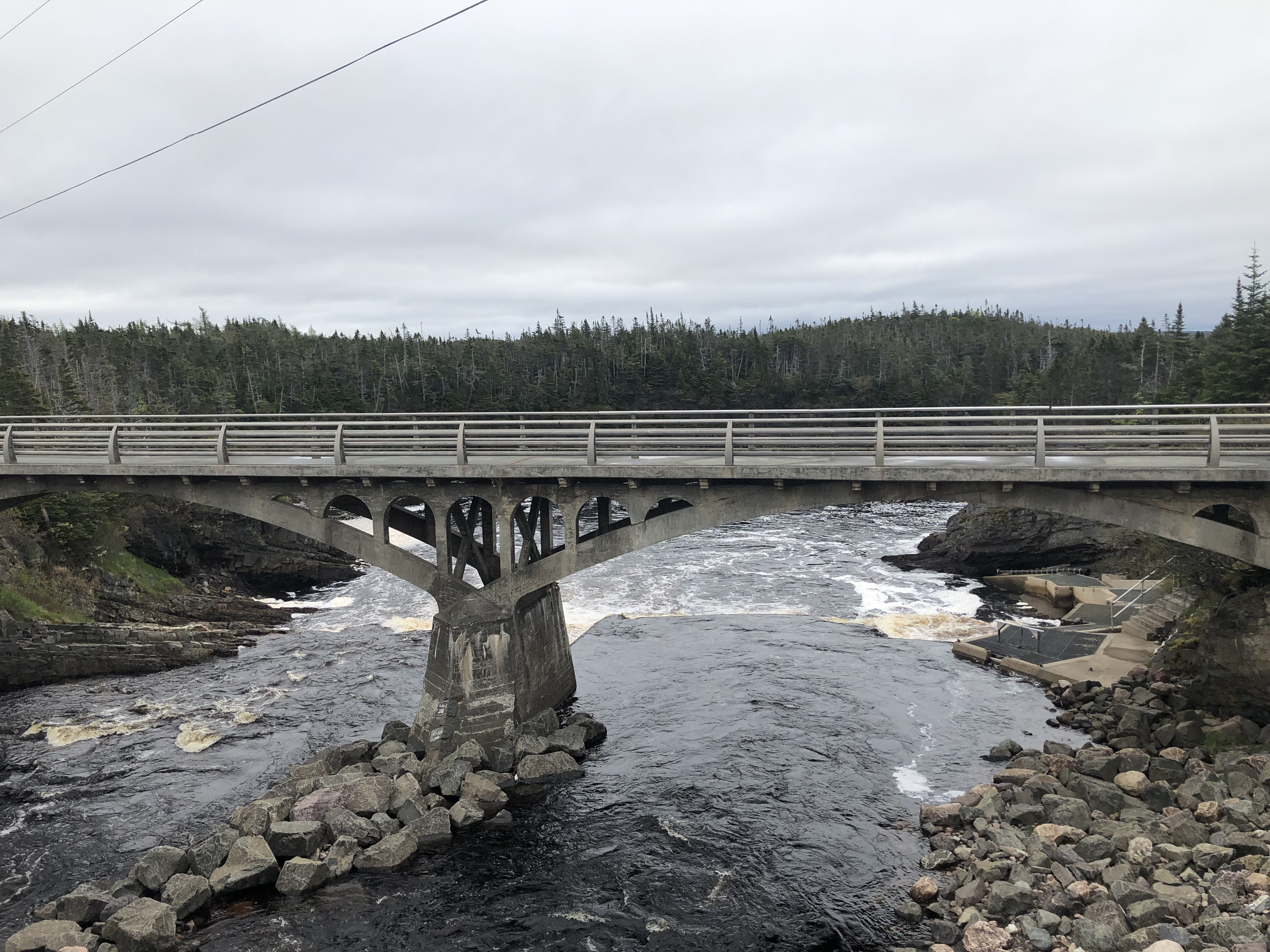
De oude brug over de rivier gezien vanop de nieuwe brug. Rechts ligt de vistrap
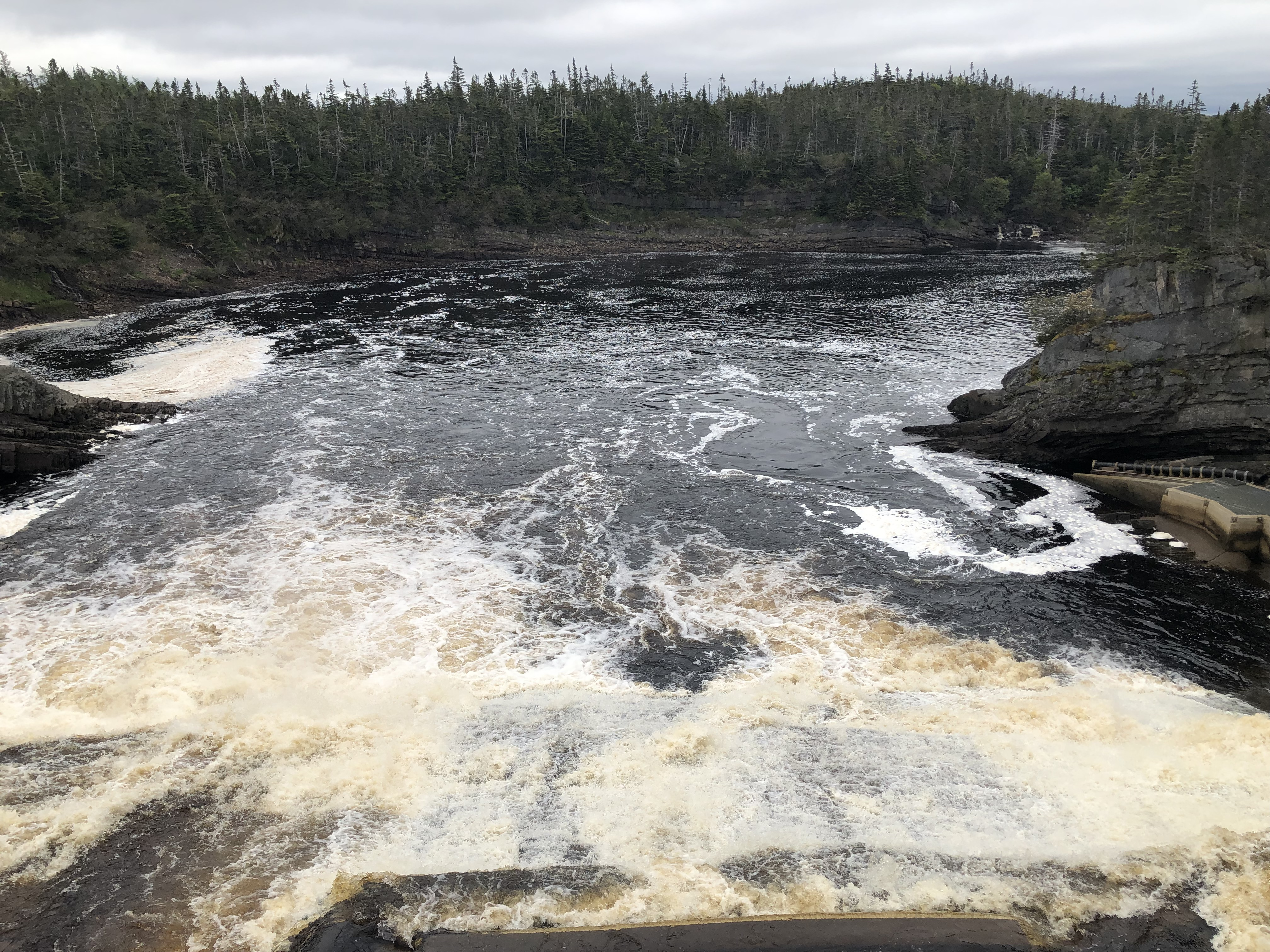
De stroomafwaartse van de twee Rocky Riverwatervallen, gezien vanop de oude brug, met rechts opnieuw de vistrap